# Jessie Mae Alonzo
Jessie Mae Alonzo (* 15. Februar 2003 in Nottingham) ist eine britische Schauspielerin und Webvideoproduzentin.

## Leben und Karriere
Alonzo war am Central Junior Television Workshop. Ihr Debüt gab sie 2020 in dem Theaterstück Emilia.
Danach trat sie 2016 in der Fernsehserie Hetty Feather auf. Anschließend war sie 2019 in dem Film Little Joe – Glück ist ein Geschäft zu sehen. Unter anderem war sie 2022 in Rebel Cheer Squad zu sehen. Im selben Jahr bekam Alonzo in der Serie Newark, Newark eine Hauptrolle.
Außerdem wurde sie für die Serie Everything Now gecastet. 2023 setzte sie ihre Karriere in dem Film Greatest Days fort. Auf TikTok hatte Alonzo bereits 2022 800.000 Follower.

## Filmografie
Filme
- 2019: Little Joe – Glück ist ein Geschäft
- 2023: Greatest Days

Serien
- 2016: Hetty Feather
- 2022: Rebel Cheer Squad
- 2022: Newark, Newark
- 2023: Everything Now